# Азовский судоремонтный завод
Азовский судоремонтный завод – крупнейшее в акватории Азовского моря предприятие со специализацией в судоремонте, судостроении, машиностроении и перевалке грузов. Находится под управлением УК «Мариупольская инвестиционная группа» (УК «МИГ»). Расположен в Мариуполе, Украина (город под российской оккупацией.) Генеральный директор — Олег Турский.

## История
Мариупольский судоремонтный завод был образован в 1931 году на базе производственных мастерских, возведённых в конце XIX века для в устье Зинцевого ручья для строительства Мариупольского порта. Строился завод в советское время с активным использованием труда заключённых, также на заводе трудились в большом количестве представители «спецконтингента». В 1955—1989 годах носил имя Ждановского судоремонтного завода ММФ. С 2003 года целостный имущественный комплекс «Азовский судоремонтный завод» 
находился в аренде общества с ограниченной ответственностью «СРЗ», в 2010 году предприятие перешло под управление УК «МИГ».

## Деятельность

### Судоремонт
Азовский судоремонтный завод обладает плавучим доком с грузоподъёмностью 15 000 тонн   и может обслуживать суда длиной до 200 метров и шириной до 25 метров, подходной канал обеспечивает возможность приемки в ремонт судов с осадкой до 8 метров. Завод выполняет ремонт морских и речных судов. Предприятие обладает мощностями для проведения капитального и докового ремонта. 
Мощности предприятия позволяют ежегодно ремонтировать до 120 судов, а также изготавливать сменно-запасные части для любого вида судов. Кроме того, благодаря собственной зачистной станции, АСРЗ может проводить замывку топливных и грузовых танков.

### Перевалка грузов
ООО «СРЗ» выполняет перевалку негабаритных и тяжеловесных грузов, используя инфраструктуру железнодорожных путей и причальных линий, собственные маневровые тепловозы, крановое хозяйство и необходимое технологическое оборудование. 
Восемь причалов ООО «СРЗ» общей протяженностью 1,24 километра оснащены портальными кранами грузоподъемностью от 5 до 40 тонн и энергетическими сетями. Общая площадь для накопления грузов составляет более 21 000 квадратных метров. Глубины у причалов – 8 метров .

### Судостроение
ООО «СРЗ» является единственным на Украине судоремонтным заводом с возможностью судостроения. Завод имеет многолетний опыт строительства самоходных и несамоходных плавучих сооружений различного вида и назначения, морских портоворейдовых нефтемусоросборщиков, плавпричалов, понтонов и других элементов корпусного судостроения. 
Судами морскими нефтемусоросборщиками (МНМС), построенными на Азовском судоремонтном заводе, в своё время были оснащены все порты стран бывшего СССР. Портоворейдовыми нефтемусоросборщиками Азовского завода оснащены порты Индии, Кубы, Германии, Румынии, Черногории, Польши, Болгарии, Греции, ОАЭ. За период своей деятельности на заводе было построено 200 судов .

### Разработки в сфере охраны окружающей среды
Проект морского портово-рейдового нефтемусоросборщика 25505 был удостоен международного диплома организации Citrade Award за достижения в борьбе за чистоту окружающей среды.

### Машиностроение
Завод занимается механической обработкой деталей для нужд флота и смежных индустрий. Оснащенность предприятия позволяет производить обработку на универсальных токарных, фрезерных, карусельных, расточных, валовых и зуборезных станках. Литейно-кузнечное производство позволяет отливать детали из чугуна и цветных металлов для ремонтируемых судов, ремонта оборудования предприятия и по заказам сторонних организаций. 
На Азовском судоремонтном заводе производят подъемно-транспортное оборудование, а также металлоконструкции различной сложности . Сейчас завод освоил и может поставлять более 120 различных моделей канатных грейферов (грузоподъёмностью от 2,5 до 35 тонн), которые используются металлургическими заводами, морскими и речными портовыми хозяйствами для  перегрузки сыпучих грузов и металлолома .